# Fäktning vid olympiska sommarspelen 2008
Fäktning arrangerades vid olympiska sommarspelen 2008 liksom i tidigare OS. Tävlingarna gick i Fäktningshallen vid Nationella konferenscentret i Olympiaparken, Peking.

## Medaljsummering

### Herrar
| Event                         | Guld                                                    | Silver                                                                  | Brons                                                                     |
| Individuell värja Detaljer…   | Matteo Tagliariol Italien                               | Fabrice Jeannet Frankrike                                               | José Luis Abajo Spanien                                                   |
| Värja, lag Detaljer…          | Frankrike Fabrice Jeannet Jérôme Jeannet Ulrich Robeiri | Polen Robert Andrzejuk Tomasz Motyka Adam Wiercioch Radosław Zawrotniak | Italien Stefano Carozzo Diego Confalonieri Alfredo Rota Matteo Tagliariol |
| Individuell florett Detaljer… | Benjamin Kleibrink Tyskland                             | Yuki Ota Japan                                                          | Salvatore Sanzo Italien                                                   |
| Individuell sabel Detaljer…   | Zhong Man Kina                                          | Nicolas Lopez Frankrike                                                 | Mihai Covaliu Rumänien                                                    |
| Sabel, lag Detaljer…          | Frankrike Julien Pillet Boris Sanson Nicolas Lopez      | USA Tim Morehouse Jason Rogers Keeth Smart James Williams               | Italien Aldo Montano Luigi Tarantino Giampiero Pastore Diego Occhiuzzi    |

### Damer
| Event                         | Guld                                                                      | Silver                                          | Brons                                                                             |
| Individuell värja Detaljer…   | Britta Heidemann Tyskland                                                 | Ana Maria Brânză Rumänien                       | Ildikó Mincza-Nébald Ungern                                                       |
| Individuell florett Detaljer… | Valentina Vezzali Italien                                                 | Nam Hyun-Hee Sydkorea                           | Margherita Granbassi Italien                                                      |
| Florett, lag Detaljer…        | Ryssland Svetlana Boiko Aida Tjanaeva Victoria Nikitjina Evgenia Lamonova | USA Emily Cross Hanna Thompson Erinn Smart      | Italien Valentina Vezzali Giovanna Trillini Margherita Granbassi Ilaria Salvatori |
| Individuell sabel Detaljer…   | Mariel Zagunis USA                                                        | Sada Jacobson USA                               | Becca Ward USA                                                                    |
| Sabel, lag Detaljer…          | Ukraina Olha Zjovnir Olga Charlan Haljna Pundjk Olena Chomrova            | Kina Bao Yingying Huang Haiyang Ni Hong Tan Xue | USA Sada Jacobson Becca Ward Mariel Zagunis                                       |

Tävlingarna var elimineringsturneringar, den som förlorade var ute. Förlorarna i semifinalerna mötte varandra i en match om bronset.

## Medaljtabell
| Pl.    | Nation    | Guld | Silver | Brons | Totalt |
| ------ | --------- | ---- | ------ | ----- | ------ |
| 1      | Frankrike | 2    | 2      | 0     | 4      |
| 2      | Italien   | 2    | 0      | 5     | 7      |
| 3      | Tyskland  | 2    | 0      | 0     | 2      |
| 4      | USA       | 1    | 3      | 2     | 6      |
| 5      | Kina      | 1    | 1      | 0     | 2      |
| 6      | Ukraina   | 1    | 0      | 0     | 1      |
| 6      | Ryssland  | 1    | 0      | 0     | 1      |
| 8      | Rumänien  | 0    | 1      | 1     | 2      |
| 9      | Japan     | 0    | 1      | 0     | 1      |
| 9      | Sydkorea  | 0    | 1      | 0     | 1      |
| 9      | Polen     | 0    | 1      | 0     | 1      |
| 12     | Spanien   | 0    | 0      | 1     | 1      |
| 12     | Ungern    | 0    | 0      | 1     | 1      |
| Totalt | Totalt    | 10   | 10     | 10    | 30     |